# Димзова къща
Димзовата къща (на македонска литературна норма: Куќа на Димзови) е възрожденска къща в град Охрид, Северна Македония. Построена в края на XIX век, сградата е рядък пример за запазена възрожденска архитектура в града и е обявена за значимо културно наследство на Северна Македония.

## Местоположение
Къщата е разположена във Вароша, на улица „Илинденска“ № 41, северно от църквата „Света Варвара“. На юг е залепена за Бояджиевата къща, която също е паметник на културата.

## Архитектура
Димзовата къща е свободно разположена в собствен двор. Изградена е от богат собственик по време на икономическия разцвет на града в XIX век. Състои се от приземие, относително нисък първи етаж и представителен втори етаж. Представлява братска къща с изразена симетрия по вертикалата. Фасадите са богато украсени с характерни еркерни издадености на етажите, подпрени с косници и вути, богато профилирана стреха, хармоничен ритъм на прозорците, дървени обшивки на фасадата и около прозорците. По-представителна е фасадата към улица „Илинденска“. Приземието е от фугиран камък, а етажите са с дървена паянтова конструкция. Междуетажната и покривната конструкция са дървени, а покритието е с турски керемиди.
За разлика от Бояджиевата къща, интериорът на Димзовата не е запазен поради много изменения, направени от многото си собственици. Макар и да са правени различни екстериорни промени, външният изглед все пак е запазен сравнително добре.